# Rusty Greer
Thurman Clyde "Rusty" Greer III (nascido em 21 de janeiro de 1969) é um ex-jogador profissional de beisebol da Major League Baseball que atuou como campista esquerdo pelo Texas Rangers. Mais recentemente trabalhou pela Texas Wesleyan University servindo como assistente técnico de seu ex-companheiro de equipe Mike Jeffcoat.